# Targowska Wola
Targowska Wola (deutsch Theerwischwolla, 1933 bis 1945 Theerwischwalde) ist ein Dorf in der polnischen Woiwodschaft Ermland-Masuren und gehört zur Gmina Dźwierzuty (Landgemeinde Mensguth) im Powiat Szczycieński (Kreis Ortelsburg).

## Geographische Lage
Targowska Wola liegt in der südlichen Mitte der Woiwodschaft Ermland-Masuren, 19 Kilometer nördlich der Kreisstadt Szczytno (deutsch Ortelsburg).

## Geschichte
Das seinerzeit Theerwischwolla genannte Dorf wurde um 1400 gegründet. In seiner Geschichte ist es eng mit der von Theerwisch (polnisch Targowo) verbunden. 1874 wurde Theerwischwolla in den neu errichteten Amtsbezirk Jablonken (polnisch Jabłonka) eingegliedert, der – 1938 in „Amtsbezirk Wildenau“ umbenannt – zum ostpreußischen Kreis Ortelsburg gehörte. Im Jahre n1910 zählte Theerwischwolla 105 Einwohner.
Aufgrund der Bestimmungen des Versailler Vertrags stimmte die Bevölkerung im Abstimmungsgebiet Allenstein, zu dem Theerwischwolla gehörte, am 11. Juli 1920 über die weitere staatliche Zugehörigkeit zu Ostpreußen (und damit zu Deutschland) oder den Anschluss an Polen ab. In Theerwischwolla stimmten 120 Einwohner für den Verbleib bei Ostpreußen, auf Polen entfielen keine Stimmen.
Am 17. Oktober 1928 wurde ein Teil des Gutsbezirks Theerwisch in die Landgemeinde Theerwischwolla eingemeindet. Am 28. September 1933 wurde das Dorf aus ideologisch-politischen Gründen der Abwehr fremdländisch klingender Ortsnamen in „Theerwischwalde“ umbenannt. Die Zahl der Einwohner im gleichen Jahr belief sich auf 222, im Jahr 1939 auf 190.
Mit dem gesamten südlichen Ostpreußen wurde Theerwischwalde 1945 in Kriegsfolge an Polen überstellt und erhielt die polnische Namensform „Targowska Wola“. Heute ist das Dorf eine Ortschaft innerhalb der Landgemeinde Dźwierzuty (Mensguth) im Powiat Szczycieński (Kreis Ortelsburg), bis 1998 der Woiwodschaft Olsztyn, seither der Woiwodschaft Ermland-Masuren zugehörig. Im Jahre 2011 zählte Targowska Wola 118 Einwohner.

## Kirche
Theerwischwolla resp. Theerwischwalde war bis 1945 in die evangelische Kirche Theerwisch in der Kirchenprovinz Ostpreußen der Kirche der Altpreußischen Union sowie in die katholische Kirche Mensguth Dorf im damaligen Bistum Ermland eingepfarrt.
Heute gehört Targowska Wola zur katholischen Pfarrei Targowo im jetzigen Erzbistum Ermland sowie zur evangelischen Kirche Dźwierzuty in der Diözese Masuren der Evangelisch-Augsburgischen Kirche in Polen.

## Verkehr
Targowska Wola liegt an einer Nebenstraße, die Targowo (Theerwisch) über Grodziska (Grodzisken, 1938 bis 1945 Burggarten) mit Popowa Wola (Pfaffendorf) verbindet. Außerdem führt eine Straße von Augustowo (Augusthof) an der Landesstraße 57 (einstige deutsche Reichsstraße 128) direkt in den Ort. Targowska Wola verfügt über keine Bahnanbindung. Bis 1992 bzw. 2002 war der Ort Bahnstation an der Bahnstrecke Czerwonka–Szczytno, die inzwischen geschlossen wurde und deren Anlagen demontiert werden.